# إيري سوزوكي
إيري سوزوكي (باليابانية: 鈴木絵理؛ بالكانا: すずき えり) هي مؤدية صوت يابانية، ولدت في 22 يونيو 1992 في كاناغاوا في اليابان.

## وصلات خارجية
- الموقع الرسمي
- إيري سوزوكي على موقع IMDb (الإنجليزية)
- إيري سوزوكي على موقع ميوزك برينز (الإنجليزية)
- إيري سوزوكي على موقع ديسكوغز (الإنجليزية)
- إيري سوزوكي على موقع كينوبويسك (الروسية)
- إيري سوزوكي على موقع ANN person (الإنجليزية)